# Tai Sui
Tai Sui (en chino tradicional, 太歲; en chino simplificado, 太岁; pinyin, Tàisuì) hace referencia a las estrellas que están directamente en frente de Júpiter. Tienen una parte influyente dentro del zodiaco chino, y también forman parte de una teoría en el taoísmo y Feng Shui religiosos.

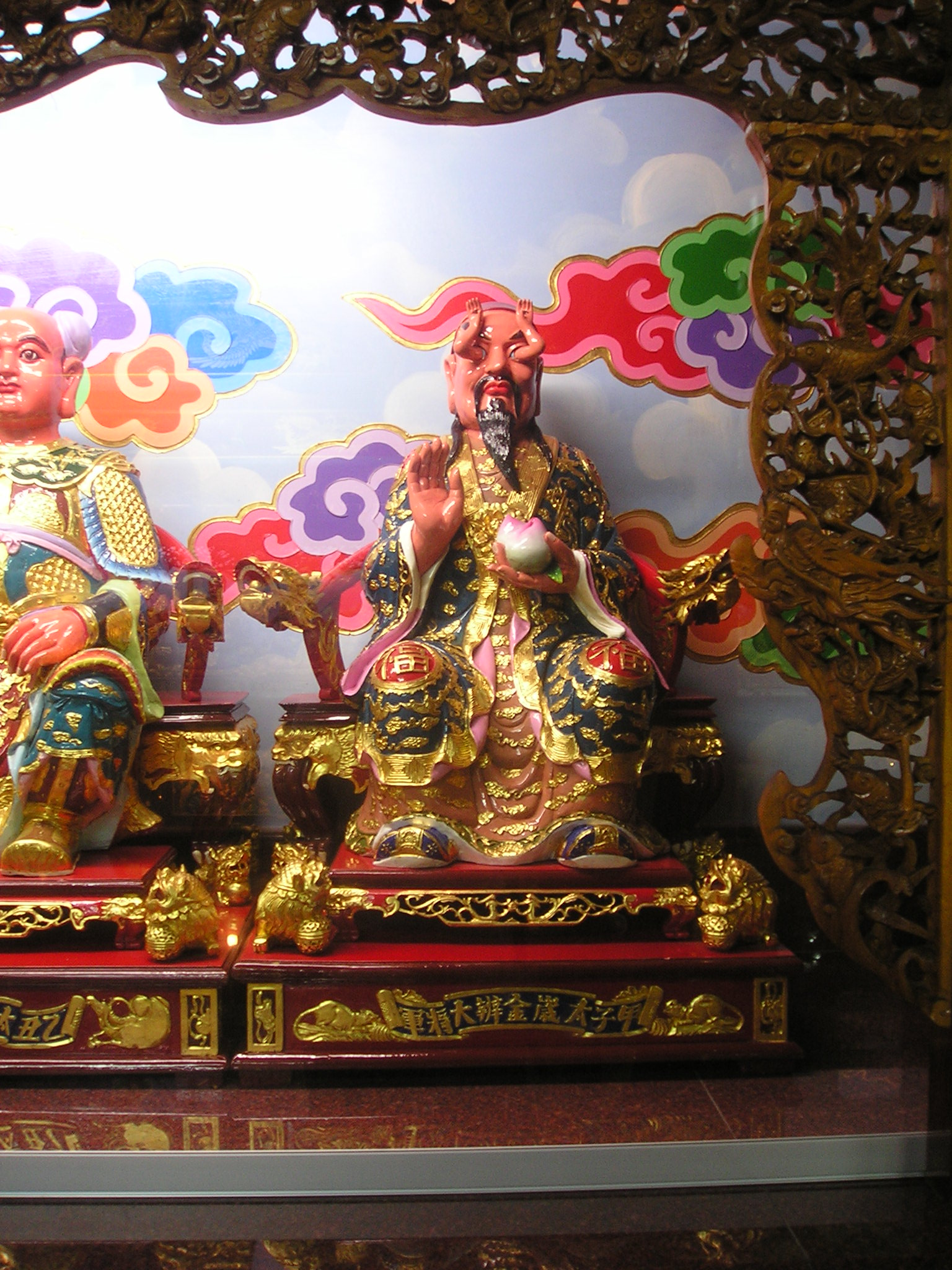
General de Tai Sui (甲子太岁金辨大将军).

## En el zodiaco chino
En el zodiaco chino existen sesenta generales celestiales quienes ayudan al Emperador de Jade en hacerse cargo del bienestar del Mundo Mortal. Cada general es jefe durante un año. Debido a que la mayoría de los generales tienen un fondo militar, se conocen normalmente como los Generales Militares, o los Dioses Cíclicos. Cada una de sus características y armas significa el bienestar de ese año. Por ejemplo, si el Tai Sui del año es uno que lleve un bolígrafo, significa inestabilidad política durante ese año. Por otro lado, si el Tai Sui del año lleve una lanza o una espada, significa la necesidad de trabajar mucho y destacar durante ese año.

## En el taoísmo
En el taoísmo, para los cuyo zodiaco chino ofiende, discrepa o choca con el Tai Sui del año, se aconseja que realicen una sesión de oraciones con un sacerdote taoísta para pedir una bendición para obtener la Paz y la Buena Suerte durante el año. En muchas áreas se venden talismanes que se creen proteger contra el Tai Sui.

## En el Feng Shui
En el Feng Shui, el área de la casa que corresponde a la posición del Tai Sui de ese año debe ser dejado sin tocar o la mala suerte occurirá en la residencia. 